# 오쿠라 사토시
오쿠라 사토시(일본어: 大倉 智, 1969년 5월 22일 ~ )는 일본의 전 축구 선수이다.

## 구단 경력
1992년 재팬 풋볼 리그의 히타치에 입단했다. 1994년 재팬 풋볼 리그 준우승으로 J1리그로 승격했다. 1995년까지 35경기에 출전하여, 6득점을 넣었다. 1996년 주빌로 이와타로 이적했다. 1997년 재팬 풋볼 리그의 브럼멜 센다이로 이적했다.